# Скру (таблоид)
Скру (англ. Screw) — еженедельный порнотаблоид с подзаголовком «Лучшая газета мира». Основан порнографом Элом Голдстайном в 1968 году. На пике популярности (в 1970-е годы) достиг полумиллионного тиража. По сравнению с журналом «Плейбой», в «Скру» Голдстайн занял более откровенные, практически порнографические позиции, как в иллюстрациях, так и в содержании статей. Как утверждал сам Голдстайн (автор большинства материалов издания), в журнале не было даже малейшего намёка на художественный стиль. Из номера в номер в нём печатались полемические материалы, подвергавшие нападкам всё и вся — от консервативного общественного вкуса до известных политиков и знаменитостей. Обложки журнала создавались усилиями ведущих карикатуристов страны, таких как Роберт Деннис Крамб, Вон Боуди, Уолли Вуд и Дэнни Хеллман.
В годовом отчёте Католической лиги за религиозные и гражданские права главным антикатолическим заявлением 1997 года был признан номер журнала «Скру», в котором Мать Тереза изображена в вульгарном и оскорбительном виде: её изобразили так, как будто она имела половое сношение с Иисусом; её лицо было наложено на голое тело женщины с раздвинутыми ногами, сидящей на унитазе.
Выпуск прекращён в 2003 году.
Термин «гомофобия» придуманный американским психиатром Джорджем Вайнбергом, впервые опубликовали в «Screw» (23 мая 1969 года), где под этим словом подразумевалось опасение негомосексуальных мужчин того, что их могут принять за гомосексуалистов.